# أكاديمية الإمارات لتدريب الطيارين
أكاديمية طيران الإمارات لتدريب الطيارين (يرمز لها بـEFTA، اختصاراً لاسمها باللغة الإنجليزية: Emirates Flight Training Academy) هو مركز لتعليم الطيران يقع في مركز دبي العالمي (DWC) جنوب مدينة دبي في الإمارات العربية المتحدة. تأسس المركز سنة 2017، وهو يتبع لشركة الطيران متعددة الجنسيات، مجموعة الإمارات.
وهو من أحدث مراكز تعليم الطيران وأكثرها تطوراً في العالم، إذ تتميز الأكاديمية بمناهج تعليمية فائقة الجودة ومجموعة كبيرة من الخبراء والمختصين،وهي المنشأة الوحيدة المجهزة بمطار خاص مكتمل الملحقات.
يحتوي أسطول الأكاديمية من طائرات التدريب 27 طائرة بينها 22 طائرة من طراز سيروس إس آر 22 الجيل السادس وخمس طائرات من نوع إمبراير فينوم 100 إي في، وأجهزة لمحاكاة الطيران، وللأكاديمية طاقة استيعابية تبلغ 600 متدرب دفعة واحدة، ويوجد فيها 36 قاعة تدريس على مساحة 184 ألف متر مربع ومنطقة تدريب تبلغ مساحتها نحو 270 ألف متر مربع، كما أنها تحتوي مدرجاً مخصصاً للطائرات بطول 1800 متر، برجاً للمراقبة ومركزاً للصيانة، بالإضافة للحرم الأكاديمي والمراكز الترفيهية.

## التاريخ
تم الإعلان عن الأكاديمية لأول مرة خلال معرض دبي للطيران لعام 2011، ولم تبدأ عمليات البناء حتى عام 2015. في 26 يوليو 2016، أعلنت أكاديمية الإمارات لتدريب الطيارين توقيعها اتفاقية مع شركة بوينج الأمريكية، يتعاون بموجبها الجانبان لوضع منهج تدريبي شامل وأنظمة برامج أساسية لدعم عمليات الأكاديمية وتوفير برمجيات متكاملة مستمدة من أنظمة برامج بيترز والتي تملكها شركة بوينغ، لإدارة تعليم وتدريب الطيارين والعمليات الجوية، ومنهجاً مطوراً تم إعداده خصيصاً للأكاديمية. يقول القبطان ألان ستانلي، مدير أكاديمية الإمارات لتدريب الطيارين:
كانت الأكاديمية قد اشترت في معرض دبي عام 2015 خمس طائرات نفاثة صغيرة الحجم من نوع إمبراير فينوم 100 إي، إلا أنها عدلت طلبيتها شهر يوليو 2016 إلى الطراز الأحدث إمبراير فينوم 100 إي في وبنفس العدد من الطائرات لتصبح من أوائل زبائن هذا الطراز والمنشأة الأولى عالمياً التي تستخدم هذه الطائرات لتدريب طيارين مبتدئين. في 8 نوفمبر 2017، أعلنت الأكاديمية وصول طائرة فينوم الأولى إلى الأكاديمية، كما كانت قد استلمت ست طائرات من الجيل السادس لطائرات سيروس إس آر 22 ذات المحرك الواحد. وصلت التكلفة الإجمالية للطائرات الـ27 إلى 39 مليون دولار أميركي.
شاركت الأكاديمية في معرض دبي للطيران لعام 2017، وقامت بعرض طائرتيها الجديدتين إمبراير فينوم 100 إي في وسيروس إس آر 22، وأعلنت فيه عن موعد افتتاحها والذي سيكون في ثاني أيام المعرض يوم 13 نوفمبر 2017.
قام بافتتاح أكاديمية الإمارات لتدريب الطيارين الشيخ محمد بن راشد آل مكتوم، نائب رئيس دولة الإمارات، رئيس مجلس الوزراء وحاكم إمارة دبي. كما شارك في الافتتاح ولي عهد دبي ورئيس المجلس التنفيذي لإمارة دبي الشيخ حمدان بن محمد بن راشد آل مكتوم، ونائب حاكم دبي ورئيس مجلس إدارة مؤسسة دبي للإعلام الشيخ مكتوم بن محمد آل مكتوم ورئيس طيران الإمارات تيم كلارك وعدد من المدعوين ومسؤولي طيران الإمارات.
في 15 نوفمبر 2017، أعلنت الأكاديمية إبرامها لاتفاقية مع شركة تي آر يو سيميوليشن، شركة ترينينغ وشركة تيكسترون لشراء ستة أنظمة محاكاة جديدة للتدريب بينها ثلاثة أنظمة لطائرات سيروس إس آر 22 وثلاثة أخرى لطائرات إمبراير فينوم 100 إي في. قام بتوقيع الاتفاقية النائب التنفيذي لرئيس طيران الإمارات والرئيس التنفيذي للعمليات عادل الرضا، والنائب التنفيذي في شركة تيكسترون جايمس تاكاتس، وذلك في رابع أيام معرض دبي للطيران 2017.
شاركت أكاديمية الإمارات لتدريب الطيارين في معرض البحرين للطيران 2018 والذي انطلق يوم 14 نوفمبر 2018 حيث سجلت حضورها الأول في معرض خارج دولة الإمارات العربية المتحدة، وعرضت خلاله طائرتها النفاثة إمبراير فينوم 100 إي في أمام الزوار، واستقطبت طائرة فينوم خلال الأيام الثلاثة للمعرض حوالي 2000 زائر.
في 13 مارس 2019، أعلنت أكاديمية الإمارات لتدريب الطيارين عن توقيعها مذكرة تفاهم مع الأكاديمية الوطنية للطيران المعروفة اختصاراً بـ"طيران" في الرياض، وهو معهد غير ربحي لتدريب الطيران ومقره المملكة العربية السعودية، هدفت الاتفاقية إلى تبادل الخبرات وتطوير البرامج التدريبية مع التركيز على تبادل وتدريب الطيارين المبتدئين وفنيي صيانة الطائرات، وقام بتوقيع الاتفاقية نائب رئيس أكاديمية الإمارات لتدريب الطيارين القبطان عبدالله الحمادي والمدير العام للأكاديمية الوطنية للطيران محمد السبيعي، وذلك بحضور أمير منطقة الرياض الأمير فيصل بن بندر آل سعود والرئيس الأسبق للهيئة العامة للسياحة والتراث الوطني الأمير سلطان بن سلمان آل سعود.
في 17 يوليو 2019، قامت الأكاديمية بإعلان أول إقلاع لمتدرب في الأكاديمية بمفرده، المتدرب محمد الدوسري، على متن إحدى طائرات الجيل السادس من سيروس إس آر 22 التابعة للأكاديمية. قام بعد محمد الدوسري 17 متدرباً آخراً بـ270 إقلاع فردي، بينهم لطيفة الدوسري، أول متدربة تقوم بإقلاع فردي في الأكاديمية في شهر سبتمبر 2019.
حتى 19 نوفمبر 2019، وصل عدد منتسبي الأكاديمية إلى 252 متدرباً من سبع جنسيات مختلفة، بينهم 11 فتاة، وعن مشاركتها في معرض دبي للطيران 2019.
تخرجت أول دفعة من الأكاديمية في 16 ديسمبر 2020، وقام الرئيس الأعلى والرئيس التنفيذي لطيران الإمارات والمجموعة، الشيخ أحمد بن سعيد آل مكتوم، بتسليم الشهادات إلى 25 طياراً إماراتياً أنهوا برنامجهم التدريبي في الأكاديمية. أقيم حفل التخرج في المقر الرئيس لمجموعة الإمارات.
وفي عام 2024 أصبح بإمكان مدربي الطيران في الأكاديمية  التأهل للعمل في طيران الإمارات، كضابط أول، بعد إكمال خمس سنوات في مجال التدريب. حيث يخضعون  لبرنامج تدريب وتأهيل مكثف على قيادة طائرات الإيرباص A380 والبوينج 777 

## البرنامج
يخضع المتدربون في أكاديمية الطيران لتدريب الطيارين كخطوة أولى لبرنامج تدريب أرضي للحصول على رخصة طيار خطوط جوية (ATPL)، كما يتم إعطاؤهم دروساً في اللغة الإنجليزية إن احتاجوا ذلك. يتدربون بعدها في الأجواء على الجيل السادس من طائرات سيروس إس آر 22 ثم طائرات إمبراير فينوم 100 إي في ذات المحركات النفاثة. يختلف هذا الأسلوب عن النهج التقليدي المعتمد في أغلب مدارس الطيران، حيث يتدرب الطلبة أولاً على طائرات بمحرك خفيف واحد ثم على طائرات بمحركين خفيفين، ويلغي نهج الأكاديمية المعتمد خطوة إضافية مطلوبة لتدريب الطلبة المبتدئين ويوفر لهم مزيداً من الخبرات في مجال قيادة الطائرات النفاثة. يحصل الطلبة في النهاية على رخصة طيار تجاري لقيادة طائرات تعمل بأكثر من محرك مع تحديد الطراز، ثم رخصة طيار خطوط جوية. يستغرق البرنامج عامة، في حال شمل دروساً في اللغة الإنجليزية، ثلاثة أعوام ونصف العام، و21 شهراً إذا لم يتطلب الأمر هذه الدروس.

## المرافق
يوجد في حرم الأكاديمية وخارجه عدد كبير من المرافق التدريبية والترفيهية، منها:

### عمليات الطيران
يوجد في الأكاديمية مركزاً لعمليات الطيران جاهز للتشغيل بشكل كامل ومُخصص للطيارين المتدربين في أكاديمية الإمارات لتدريب الطيارين فقط، ويحتوي على:
- مدرج طيران خاص بالأكاديمية بطول 1800 متر باتجاه جنوب شرق\شمال غرب وبدرجة 11-29، وقادر على استيعاب ما يزيد على 400 رحلة يومياً، كما أنه يتمتع بنظام هبوط آلي (ILS) من الفئة الأولى، أنظمة اقتراب من المدرج كأداء الملاحة المطلوب (RNP)، ملاحة المنطقة (RNAV) ونظام تحديد المواقع العالمي (GPS)، كما يتمتع بمؤشرات ممر الاقتراب الدقيقة (PAPI) على جانبي المدرج. يتضمن المدرج الذي يتبع المقاييس الدولية أيضاً العلامات الأساسية والتي تشمل: خط المنتصف، أضواء وخط تحديد الأطراف، علامات بداية المدرج، شريط عرض وعلامات بالأسهم خاصة ببداية المدرج، حروف تعريف، علامات رموز المسافات، نقطة الاستهداف، أضواء نهاية المدرج، نظام مؤشرات اتجاه وسرعة الرياح ومؤشر مضاء لاتجاه الرياح
- مدرج سير للطائرات يبلغ عرضه أكثر من 10 أمتار، وبه العلامات الأساسية التي تشمل: علامات خط المنتصف، علامات وأضواء أطراف الخط، علامات وأضواء موقع الوقوف المتوسط، خط التوقف وعلامات وأضواء حماية المدرج
- عنبر كبير لصيانة الطائرات، يحتوي على: ورشة محركات، منطقة غسيل للطائرات، ورشة للصفائح المعدنية والصفائح المركبة، ورشة ميكانيك وهيدروليك، ورشة لإلكترونيات الطائرات والبطاريات، مخزن لقطع الغيار، مكتبة فنية وغرف للاجتماعات والمؤتمرات
- برج مراقبة الحركة الجوية، وتعتبر أكاديمية الإمارات لتدريب الطيارين مدرسة الطيران الوحيدة بالعالم التي تمتلك برج مراقبة خاص بها، يعتبر البرج جاهزاً للتشغيل بالكامل لمراقبة وتوجيه وإدارة الحركات الأرضية وعمليات الإقلاع والهبوط الخاصة بالكلية، بالإضافة إلى مراقبة وتوجيه عملية دوران الطائرات
- قسم للإنقاذ ومكافحة الحرائق مخصص لمنطقة الطيران ويلبي معايير الفئة القياسية للمنظمة الدولية للطيران المدني

### المبنى الرئيسي
يمكن أن يستوعب المبنى الرئيسي ما يزيد على 400 طالب في آن واحد، ويضم خمسة أقسام مختلفة هي:
- مركز القبول، ويتم فيه تقييم الطلاب المحتملين قبل قبولهم في البرنامج. يتألّف مركز القبول من عيادة طبية حيث يخضع المتقدمون لفحص طبي لمعرفة مدى لياقتهم للطيران، إضافة إلى قاعة لفحص كفاءة الطيارين واختبارات القياس النفسية من أجل تحديد مدى التوافق النفسي للطلاب مع الحالة المزاجية الملائمة للطيران. إلى جانب ذلك، يؤدي المرشحون اختبارات في الرياضيات، الفيزياء واللغة الإنجليزية في قاعة مخصصة لذلك الغرض
- مركز الابتكار، ويتكون من وحدتين مستقلتين هما وحدة البحوث ووحدة الاتصال والتوعية. تتكون وحدة البحوث من مساحة كبيرة مخصصة لاختبار وإدخال التقنيات الجديدة التي تعد أساسية للطيارين المتدربين، يتم اختبار البرامج والأنظمة لاستخدامها في الفصل الدراسي وأنظمة محاكاة الطيران، وحتى في الطائرات، كما يتم توفير مرافق للمتدربين ليتمكنوا من استكشاف أفكارهم. أما وحدة الاتصال والتوعية في الجزء الخلفي لوحدة البحوث، وقد تم إنشاء هذه المساحة من أجل تحفيز طلاب المدارس على الدخول في تخصص الطيران حيث يقام في هذه الوحدة معارض تفاعلية مختلفة ويتم استضافة الزيارات المدرسية
- الفصول الدراسية، وعددها 36 فصلاً مجهزة بشاشتين تعملان باللمس كل واحدة بحجم 84 بوصة لتشغيل برامج تدريبية مصممة ومبتكرة خصيصاً من شركة بوينج لصالح أكاديمية الإمارات لتدريب الطيارين
- مبنى آتريوم متعدد الوظائف، والذي يقع في منتصف الكلية، ويربط الأقسام المختلفة
- مكاتب المدربين، ويزيد عددها على 100 مكتب

### السكن الطلابي
السكن الطلابي ملحق بالمبنى الرئيسي ويضم وحدات سكنية إلى جانب عدد من المرافق الترفيهية المختلفة، وتشمل:
- وحدتين سكنيتين، واحدة للرجال وأخرى للنساء، تحتوي كل منها على شقق استوديو بمساحة 36 متر مربع لكل شقة تضم منطقة للمعيشة وتناول الطعام، مطبخاً صغيراً، منطقة استحمام مدمجة، خزانة ملابس، سرير مزدوج، منطقة للدراسة مزودة بطاولة مكتبية، خدمة الواي-فاي وشاشة تلفزيون قياس 49 بوصة.
- صالة طعام بقدرة استيعابية 250 شخص، وتوفر أكثر من 1500 وجبة كل يوم
- قاعة ترفيهية لمشاهدة الأفلام، ممارسة ألعاب الطاولة الجماعية كتنس الطاولة، البلياردو وكرة قدم الطاولة، أو اللعب بألعاب الفيديو
- مقهى يقدم تشكيلة واسعة من أصناف القهوة والشاي والمعجنات
- صالون حلاقة
- متجر صغير يفتح على مدار الساعة
- متجر طيران الإمارات حيث يمكن شراء الهدايا التذكارية
- مكتب بريد
- منطقة مواقف سيارات مع خدمات لغسيل السيارات
- مسجد
- مسبح خارجي
- صالة ألعاب رياضية
- غرف ساونا

## جوائز
- جائزة أفضل مزود تدريب على الطيران  خلال حفل توزيع جوائز أفييشن بزنس الشرق الأوسط لعام 2022، وتمنح هذه الجائزة لمقدم تدريب، أو أكاديمية تدريب على الطيران، تقدم دورات رائدة لتطوير الصناعة.[21]

## روابط خارجية
- الموقع الرسمي لأكاديمية الإمارات لتدريب الطيارين
- الموقع الرسمي لأكاديمية الإمارات لتدريب الطيارين (بالإنجليزية)
- الإعلان الرسمي لأكاديمية الإمارات لتدريب الطيارين (بالإنجليزية)
- فيديو الإقلاع الفردي الأول في أكاديمية الإمارات لتدريب الطيارين للمتدرب محمد الدوسري على طائرة سيروس إس آر 22 (بالإنجليزية)
- عرض لطائرتي الأكاديمية سيروس إس آر 22 جي 6 وإمبراير فينوم 100 إي في (بالإنجليزية)